# Josep Navarro Vives
Josep Navarro Vives (Castelsarrasin, Francia, 16 de agosto de 1931 - Barcelona, 5 de abril de 2023) fue un pintor español, residente en Barcelona y perteneciente a la generación de los 50. Estudió en la Escuela de Artes y Oficios de Barcelona a mediados de la década de los años 40. Más tarde completará su formación académica en París y Londres, hecho que le proporcionó el contacto con los movimientos de vanguardia de posguerra. Trabajó dentro del informalismo matérico, exploró en el campo de la abstracción geométrica y el cinetismo formando parte del Grupo de Trabajo MENTE. Años más tarde volvió al mundo de la figuración. Durante los últimos, la creación de Josep Navarro continúa gravitando entre la abstracción y la figuración.

## Biografía y obra pictórica
Nace en Francia, en Castelsarrasin (1931), una localidad situada en el Tarn-et-Garonne, muy cerca de Moissac y Montauban donde pasa los primeros años de su infancia hasta que se traslada, con parte de su familia, a Barcelona donde al poco tiempo estallará la Guerra Civil Española.
En Barcelona se matriculó a los 14 años en la Escuela de Artes y Oficios. Pronto entra como aprendiz en una casa de imágenes religiosas, conocida como Casa Reixac, donde aprende el oficio de restauración, la técnica de la policromía, y sobre todo el arte de dorar. 
En ese entorno conocerá a Lluis M. Saumells Panadés y Ramón Sabi. En 1952 ingresa en la Academia de Bellas Artes de Sant Jordi de Barcelona.
Durante el segundo curso, conoce al pintor Joan Serra, con quien descubrirá el Ampurdán y la Costa Brava. Gana el primer premio en la Exposición de pinturas universitarias y obtiene una beca que le ayuda a seguir estudiando, y participar en exposiciones colectivas en Barcelona y Madrid. Su estancia en Madrid le permitirá visitar con frecuencia el Museo del Prado, estudiando a los grandes maestros como Velázquez, Zurbarán, El Greco, Tiziano, entre otros.
En 1957, obtiene una beca para completar su formación en París, asistiendo a los cursos de l’École des Beaux Arts y de l’Accadémie de la Grande Chaumière. En la capital francesa entra en contacto con un panorama artístico e intelectual distinto, que le abre las puertas a nuevas ideas.
Durante su estancia en París recibe el encargo de la restauración de algunas de las salas del Elysée, trabajo muy reconocido por lo que es felicitado personalmente por el presidente Monsieur Cothy. Más tarde realizará otra importante restauración: la de la oficina del Ministro de la Marina y finalmente el palco presidencial del Palais Garnier.
Terminada su estancia en París, obtiene una nueva beca para ir a Londres donde se matricula en el Sant Martin’s School of Art (Londres). En Londres empieza a participar en algunas exposiciones colectivas e individuales y además obtiene el primer premio en la competición de carteles publicitarios del Ferrocarril Británico. En estos años de viajes entre París y Londres, Josep Navarro comienza a investigar dentro del informalismo matérico, corriente artística dominante en la Europa de mediados de siglo.
En 1963, Josep Navarro regresa a Barcelona y entra en contacto con la Escuela de Barcelona, con Tàpies al frente. En esta época, Josep Navarro inicia su etapa informalista. Esta exploración matérica en la obra de Josep Navarro marcará la década de 1959 a 1969. El trabajo con texturas y materia va consolidando un lenguaje propio que desembocará en la inclusión de algunos elementos figurativos que marcarán el inicio del período marcado por la serie “Puertas”.
La serie “Puertas”, es un trabajo basado en las puertas de Barcelona. En esta serie Josep Navarro establece una recuperación de la forma basada en la materia. Utiliza pigmentos naturales, mezclándolos entre sí para lograr el efecto del hierro, y de la madera. Estas puertas serán el elemento de transición entre su etapa informalista y su evolución hacia la abstracción geométrica.
En 1970 se incorpora a los campos de trabajo del grupo MENTE (Muestra Española de Nuevas Tendencias Estéticas) impulsado principalmente por Daniel Giralt-Miracle y Joan Mas. Navarro investiga esta nueva fase con convicción y entusiasmo al mismo tiempo que participa, en algunas ocasiones, en diferentes manifestaciones artísticas y culturales. Se reúnen pintores como Sempere, Pericot, Ángel Duarte, Iturralde, entre otros, arquitectos como Ricardo Bofill, críticos e intelectuales entre ellos Vicente Aguilera Cerni, Daniel Giralt-Miracle, Josep Melià, Baltasar Porcel, Arnau Puig, Rafael Santos Torroella, entre otros y, galeristas como René Metrás. Ese mismo año, es elegido para realizar el cartel publicitario y las medallas de los Campeonatos de Europa de Natación organizados en Barcelona (1970).
Su etapa dentro de la abstracción geométrica comprende dos fases. La primera, centrada en las composiciones modulares y la segunda, en el retorno a la pintura plana, al óleo sobre tela, en un amplio ejercicio de composición, contrastes cromáticos y juegos ópticos. 
En 1978, tras un período de inactividad creativa por motivos de salud, Josep Navarro regresa a la investigación dentro de una vuelta al lenguaje figurativo. Trabajará centrado fundamentalmente en tres elementos: las naturalezas muertas, las barcas y el paisaje.
En la década de los 80, su pintura conecta con el realismo mágico y onírico utilizando composiciones y colores transformando el todo en un mundo ideal.
A finales de la década de los ochenta y hasta finales de los noventa, los viajes de Josep Navarro por Norteamérica y México influyen en su obra. Paisajes urbanos cada vez más abigarrados y laberínticos siempre con una composición muy determinada. Las naturalezas muertas son objetos casi simbólicos, ambiguos y sensuales. El color sigue siendo su gran aliado expresivo.
Desde 1998 y hasta la actualidad, el trabajo de Josep Navarro vuelve paulatinamente a una simplificación compositiva y cromática llegando a la esencia de sus representaciones, al límite de la abstracción. A esta etapa corresponden sus atmósferas pintadas.